# Джангевар
Джангевар — (азерб. Cəngavər) в средневековом Азербайджане и Ширване термин, которым обозначали тяжёлую кавалерию в государстве Ак-Коюнлу и Сефевидской державе. Термин Джангевар образуется от двух корней, заимствованных из пехлеви, Джанге (Chəngi — война) и Вар’е (Vər — идущий/несущий, букв. идущий на войну).
Этим термином, наряду с сувари, обозначавшим просто «кавалерия», обозначали тяжёлую кавалерию.
При Ак-Коюнлу и Сефевидах были иррегулярным конным ополчением, набиравшимся из тюркской знати, составляли основную силу армий вышеозначенных государств. Многие джангевары у Сефевидов происходили из кызылбашей, являлись мюридами — борцами за веру. Обладали высокими моральными и боевыми качествами. Успешно противостояли регулярной армии османских султанов в ходе войн Ак-коюнлу, а затем Сефевидов с Османской империей. Особую известность приобрели во время Чалдыранской битвы. Несмотря на то, что сражение Сефевидами было проиграно, джангевары показали себя реальной силой, способной противостоять янычарам и сипахам. В ходе битвы опрокинули и обратили в бегство как янычар, так и турецкую кавалерию — сипахов. Были остановлены только огнём артиллерии.
В дальнейшем при шахе Аббасе I вновь участвовали в османо-сефевидских войнах, на этот раз успешных для Сефевидов.
В современном азербайджанском языке термин «джангевар» имеет значение «рыцарь».